# Streepkapstekelstaart
De streepkapstekelstaart (Cranioleuca hellmayri) is een zangvogel uit de familie Furnariidae (ovenvogels). Deze vogel is genoemd naar de Oostenrijkse ornitholoog Carl Edward Hellmayr.

## Verspreiding en leefgebied
Deze soort is endemisch in noordelijk Colombia.

## Status
De grootte van de populatie is niet gekwantificeerd maar de soort wordt omschreven als algemeen. Op de Rode lijst van de IUCN heeft deze soort de status niet bedreigd.